# Gonzalo Rizzo
Gonzalo Nicolás Rizzo Sánchez (Montevideo, Uruguay, 27 de diciembre de 1995) es un futbolista uruguayo. Juega como defensa central y su equipo actual es Carlos A. Mannucci de la Liga 2 de Perú.

## Trayectoria
Comenzó los estudios y al cumplir 18 años se dio cuenta de que la plata que entraba a su casa no era suficiente, por lo que dejó de estudiar y comenzó a buscar un trabajo, todo esto sin dejar el fútbol. Lo encontró en un supermercado donde le pagaban 12 mil pesos uruguayos. En aquel entonces él jugaba en el Club Atlético Rentistas y allí tenía un salario de 8 mil pesos uruguayos. En una entrevista para Referí dijo que una noche lo asaltaron a mano armada cerrando el supermercado y que agradece no haber reaccionado de mala manera porque podría haber pasado algo grave.
Gonzalo logra debutar en la Primera división gracias al Director Técnico Ronco López y su primer gol en esta división se lo convirtió a Centro Atlético Fénix.
En el 2018 ocurrió un suceso muy negativo para él y sus compañeros del club, varios delincuentes entraron al estadio de Rampla y robaron todos los botines. Esto quería decir que los jugadores de Rampla no estarían preparados para jugar ante Nacional, pero mejoró cuando jugadores de la selección como Diego Godín, Luis Alberto Suárez, Martín Campaña, entre otros, regalaron 16 pares de botines. Pero a Gonzalo no le sirvió ninguno ya que él calza 45 y no había de ese tamaño, de igual forma encontraron pares para él tiempo después.
Gonzalo volvió a los estudios y cursa sexto de medicina en el Liceo 65 de Maroñas, ya que el dice que le gustaría ser preparador físico o director técnico. También ayuda económicamente a su familia.
Dice que mira, antes de los partidos, en las concentraciones y en el bus jugadas de Sergio Ramos para aprender de él.

## Estadísticas

### Clubes
Actualizado al último partido disputado el 29 de octubre de 2023.
| Rentistas · Uruguay       | 1.ª           | 2015          | 1   | 0  | — | — | — | — | 1   | 0  |
| Progreso · Uruguay        | 2.ª           | 2016          | 13  | 1  | — | — | — | — | 13  | 1  |
| Progreso · Uruguay        | Total club    | Total club    | 13  | 1  | 0 | 0 | 0 | 0 | 13  | 1  |
| Rampla Juniors · Uruguay  | 1.ª           | 2017          | 12  | 0  | — | — | — | — | 12  | 0  |
| Rampla Juniors · Uruguay  | 1.ª           | 2018          | 25  | 3  | — | — | 4 | 0 | 29  | 3  |
| Rampla Juniors · Uruguay  | 1.ª           | 2019          | 33  | 1  | — | — | — | — | 33  | 1  |
| Rampla Juniors · Uruguay  | Total club    | Total club    | 70  | 4  | 0 | 0 | 4 | 0 | 74  | 4  |
| Carlos A. Mannucci · Perú | 1.ª           | 2020          | 24  | 2  | — | — | — | — | 24  | 2  |
| Cusco F. C. · Perú        | 1.ª           | 2021          | 23  | 4  | 2 | 0 | — | — | 25  | 4  |
| Cusco F. C. · Perú        | Total club    | Total club    | 23  | 4  | 2 | 0 | 0 | 0 | 25  | 4  |
| Rentistas · Uruguay       | 1.ª           | 2022          | 15  | 0  | 1 | 0 | — | — | 16  | 0  |
| Rentistas · Uruguay       | Total club    | Total club    | 16  | 0  | 1 | 0 | 0 | 0 | 17  | 0  |
| ADT de Tarma · Perú       | 1.ª           | 2023          | 34  | 4  | — | — | — | — | 34  | 4  |
| ADT de Tarma · Perú       | Total club    | Total club    | 34  | 4  | 0 | 0 | 0 | 0 | 34  | 4  |
| Total carrera             | Total carrera | Total carrera | 180 | 15 | 3 | 0 | 4 | 0 | 187 | 15 |
| 1. 2.                     |               |               |     |    |   |   |   |   |     |    |

## Palmarés

### Distinciones individuales
- Equipo ideal de la fase 2 (Torneo Clausura) de la Liga 1: 2020[2]
- Nominado a mejor gol del año de la Liga 1: 2020[3]